# ダラス動物園
ダラス動物園（だらすどうぶつえん、英語: Dallas Zooまたは英語: Dallas Zoological Park）は、アメリカ合衆国テキサス州ダラスのダウンタウンの3 mi (5 km)南のマーサリス・パークにある動物園。1888年に設立され、テキサス州で最古および最大の動物園となっており、非営利団体ダラス動物学協会により管理されている。406種2,000頭が飼育されている。動物園水族館協会(AZA)公認会員、世界動物園水族館協会(WAZA)会員である。
2009年、ダラス市議会において満場一致で11エーカー (4.5 ha)の「Giants of the Savanna」の展示のための建設および民営化が承認された。近年、来場者が急増しており、2015年、初めて年間来場者数が100万人を超えた。ダラス動物学協会は25,500世帯以上の会員に支持されている。ダラス動物学協会はダラス市との管理契約により園の資金集め、会員管理、イベント開催、飲食店舗、小売店、ボランティア活動、マーケティング、広報を管理している。

## 歴史
1888年に創立し、コロラド州コロラド・シティから60ドルで2頭のシカと2頭のピューマが最初に購入された。ダラス市立公園で檻に入れられ展示された。1890年代、ダラス市議会は動物園の予算を承認し、より多くの動物が動物園の展示のために購入された。当初市立公園を本拠地としていたが、1912年にフェア・パークに移転した。1909年にダラス市が購入していた36エーカー (15 ha)のマーサリス・パークに、1912年に動物園が移転して以降、現在の規模に拡大している。ウィリアム・H・アトウェル理事の指示のもと、より多くの動物および展示物を獲得していった。1920年代、ダラス市により動物園の特別委員会が設立され、狩猟師で罠師のフランク・バックから多数の標本を取得しコレクションはより充実していった。1930年代の世界恐慌時、動物園の施設は公共事業促進局により資金供給され大規模な改修を行なった。

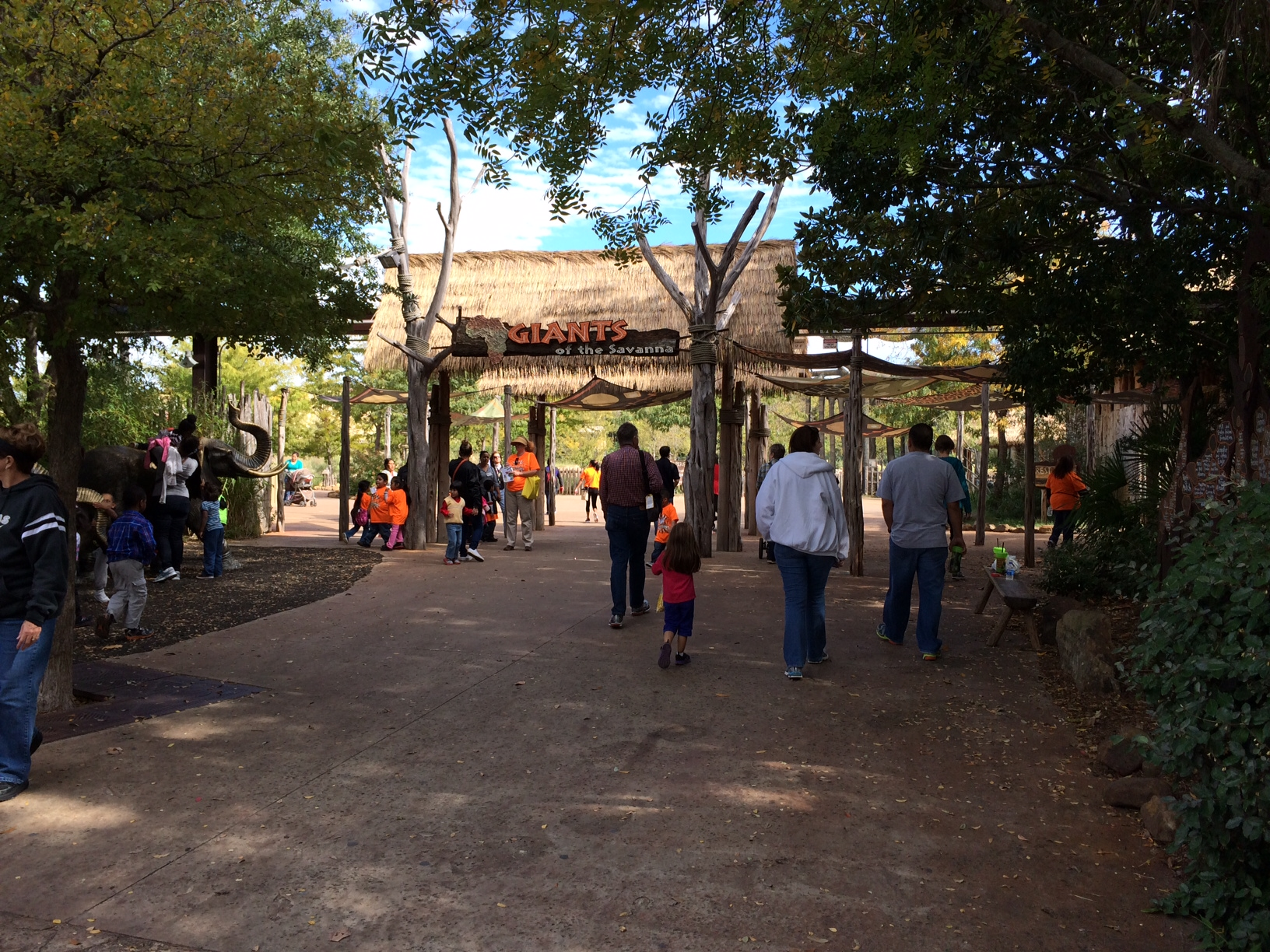
Giants of the Savanna

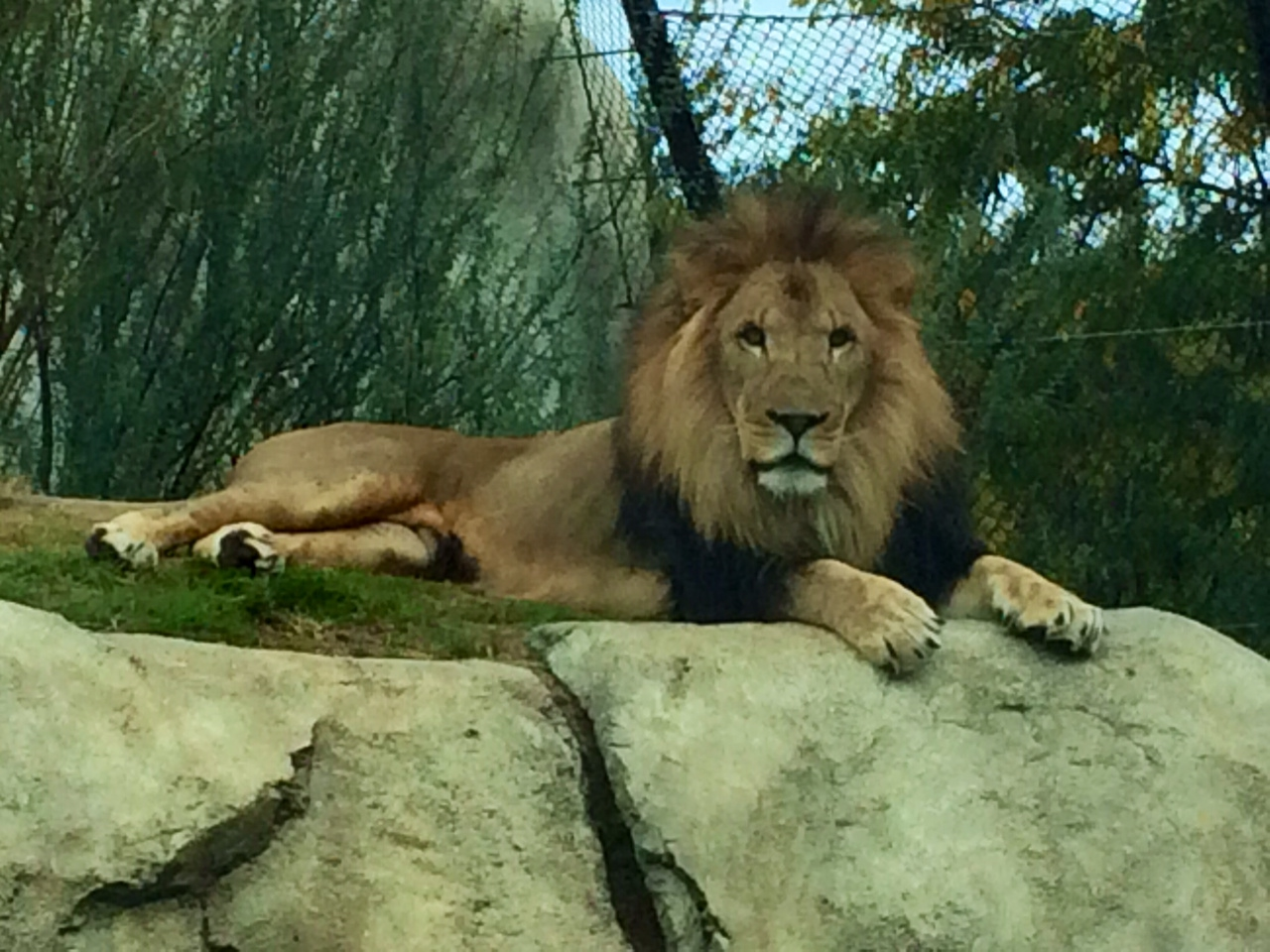
ダラス動物園のアフリカ・ライオン

1955年、ダラス動物学協会が動物園支援のために創立された。
1960年代までに、動物園は人気となり、利益を生み出す観光名所となった。1966年には500種以上の動物を展示していた。しかし1980年代までに利益第一の動物展示から、動物園水族館協会(AZA)が強く推奨する科学的研究や動物に対する人道的扱いへと姿勢が変化し始めた。また絶滅危惧種の保護や飼育しながらの繁殖も強く推奨し、ダラス動物園はこのプログラムに協力し、1985年に認定された。この頃、園長のウィリアム・J・アイリフはのちに「Wilds of Africa」となる展示の追加を提案した。ニューヨークの建築家であるハーバート・W・ライマーはアフリカの動物の動物地理学的分布に基づく「Wilds of Africa」を設計した。自然遊歩道に加え、ゆっくり進むモノレールに来場者が乗車しまるでサファリのように鑑賞できる構想も描いていた。1983年の設計段階から1990年6月の開業まで、この増設に対し2回の公債発行で3040万ドルが投資された。
1996年6月14日、DARTの鉄道およびバスが動物園を経由するようになった。レッドライン工事の第一段階でダラス動物園駅が開業した。DART乗り入れにより来園の利便性が大幅に増した。
1997年、19,000 sq ft (1,800 m2)の「Kimberly-Clark Chimpanzee Forest」が公開された。
1999年5月8日、450万ドルをかけた2-エーカー (0.81 ha)の「ExxonMobil Endangered Tiger Habitat」が開幕した。
2008年9月3日、120年間の歴史において最高額の500万ドルの寄付を実業家のハロルド・シモンズから受けたことを発表した。この寄付金などにより、「Giants of the Savanna」の建設が急速に進むこととなった。
2009年8月12日、ダラス市議会は全会一致でダラス動物園の民営化に合意した。2009年10月1日、ダラス動物園の管理責任、動物、従業員が正式にダラス動物学協会の管轄となった。
2010年5月28日、「Giants of the Savanna」が開幕し、全米から称賛を受けた。
2015年4月1日、アニマトロニクスの恐竜20体以上を展示する「Dinosaur」が開幕した。

## 展示
ダラス動物園は大きく分けて「ZooNorth」と呼ばれる北部と「Wilds of Africa」と呼ばれるアフリカの野生動物の展示の2箇所に分類される。「ZooNorth」は開業当初からある園内最古の部分である。「Wilds of Africa」はZooNorth開幕から78年後に開幕し、ZooNorthからクレレンドン通り下のトンネルで通じている。2010年に開幕した「Giants of the Savanna」が含まれる。来園者はダラス動物園アプリをダウンロードすることにより園内の情報を得ることができる。アプリは無料で、営業時間、入場券、駐車場、行き方、動物、会員、教育プログラム、特別イベント、地図の情報が得られる。全米の動物園で初めて英語とスペイン語の両方で情報を供給するアプリとなった。

### ZooNorth
開業当初からある園内最古の部分であり、カワウソやガラパゴスゾウガメの展示、昆虫の展示の「Bug U!」がある。開業当初からあった「The Hill」はその多くの動物が「Giants of the Savanna」に移動したため閉鎖された。最新の展示は「Wildlife Amphitheater」であり、「SOAR! A Festival of Flight」がある。「Primate Place」ではサルおよびアフリカや南アフリカからの種を展示している。「Pierre A. Fontaine Bird & Reptile Building」もあり、絶滅危惧種の爬虫類、両生類、そして種の保存について学ぶことができる。
Endangered Tiger Habitat

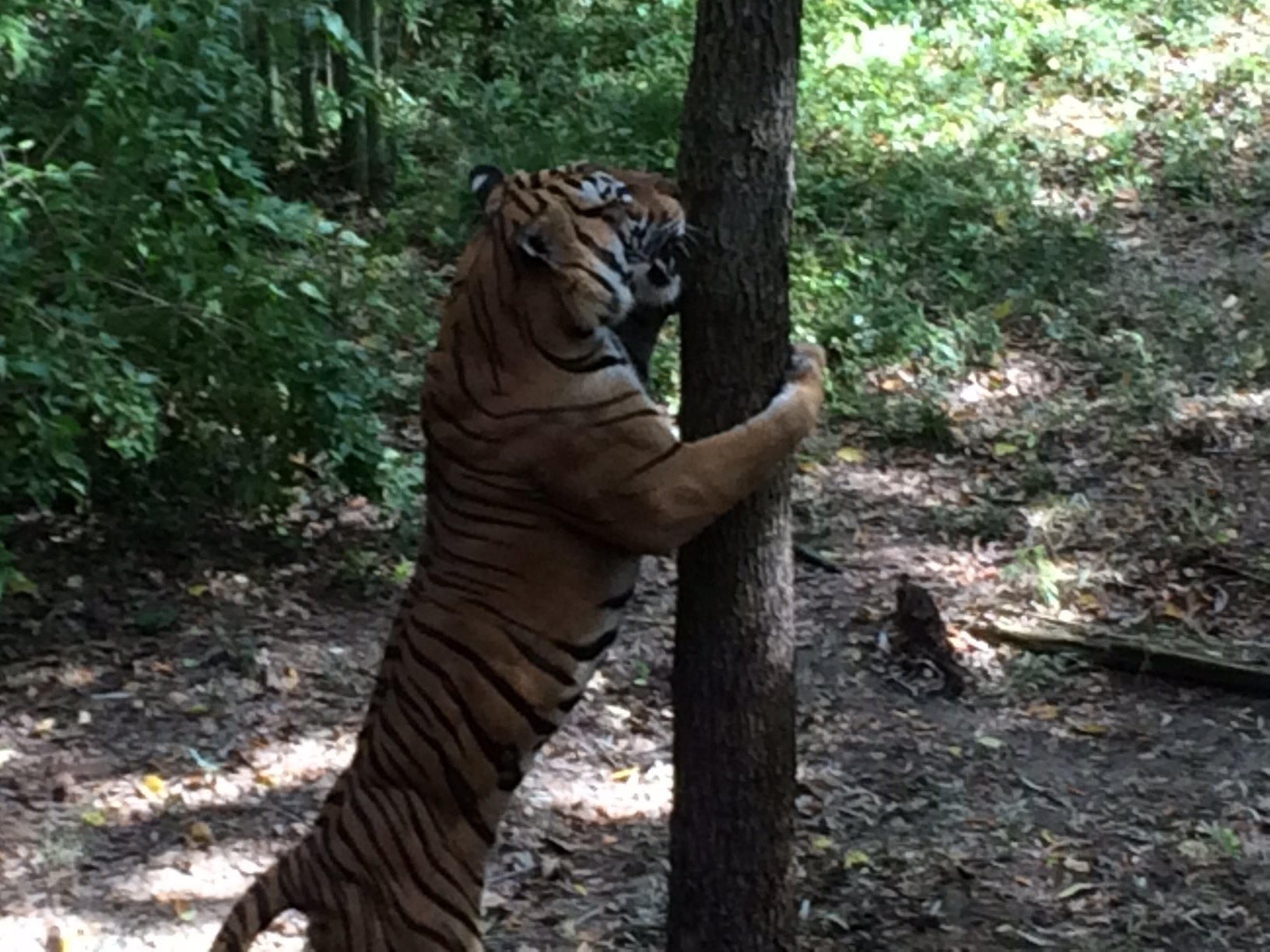
木を爪とぎ棒として使うトラ

1999年「ExxonMobil Endangered Tiger Habitat」は450万ドルをかけた2-エーカー (0.81 ha)の絶滅危惧種のトラの飼育地であり、伐採後再生中の森に類似している。ガラス貼りのエリアや通路からスマトラトラやマレートラを見学することができる。日向と日陰、浅いプールと深い川、小川が流れる岩間、小高い岩、登ったり爪を研いだりする木々などトラのための豊かな仕様となっている。見学場所はタイのポール・ハウスの様式で設計された「House of Tiger」と「House of Man」の2つの建物で構成されている。これらは中心部に位置し「Valley of the Tiger」に架かる橋の役目をしている。
Children's Zoo
「The Lacerte Family Children's Zoo」には「Nature Exchange」、「JC Penney Discovery House」、「UnderZone」、ふれあい動物園、ポニー乗馬体験がある。また人工の小川で水遊びができる。
BUG U!
シロアリの巣、ミツバチの巣、テキサスハキリアリ、クロゴケグモ、ドクイトグモなどの豊富な無脊椎動物コレクションで子供たちが学ぶことができる。

### Wilds of Africa

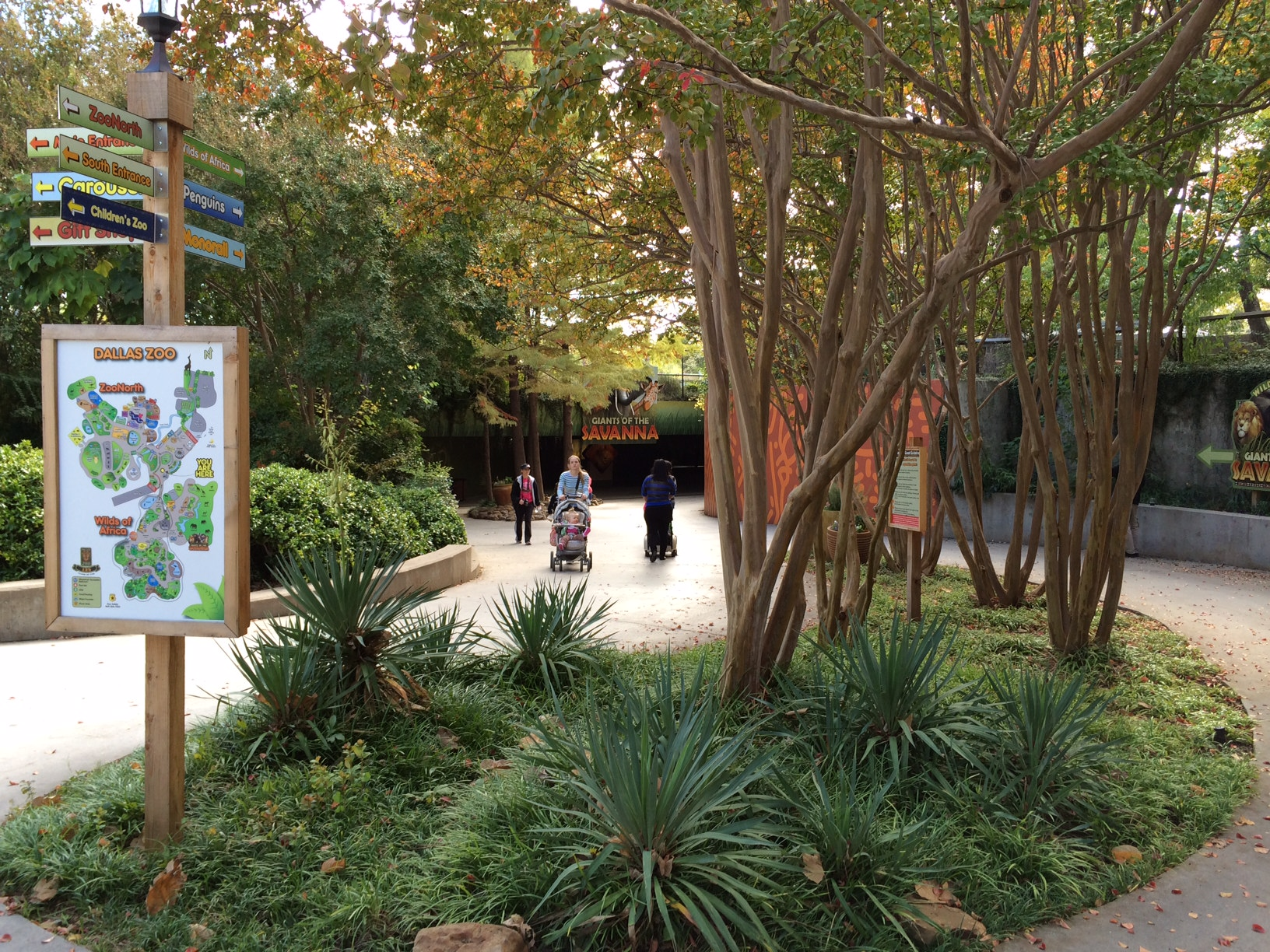
「Wilds of Africa」と「Giants of the Savanna」のトンネル

1990年、アフリカの主な動物生息地を全て網羅した初の展示である「Wilds of Africa」が開幕した。アフリカの熱帯雨林、山々、森林、河川、砂漠、低木を体験できる。「Nature Trail」により熱帯雨林を通り2つの大規模なニシローランドゴリラの自然的飼育地を見学できる。「Forest Aviary」に着くまでにナイルワニ、ホオカザリヅルなどの動物を見ることができる。森林中央部にはケープハイラックス、クリップスプリンガー、ミーアキャットなどのいる「Kopje」がある。他にカバ、オカピがおり、ダラス動物園はオカピの繁殖と研究で有名である。全米および日本の動物園のオカピの約20%がダラス動物園のオカピの系統となっている。
Penguin Cove
「Penguin Cove」には20羽以上のケープペンギンがいる。歩いたり泳いだりするケープペンギンを水上や水中に見ることができる。

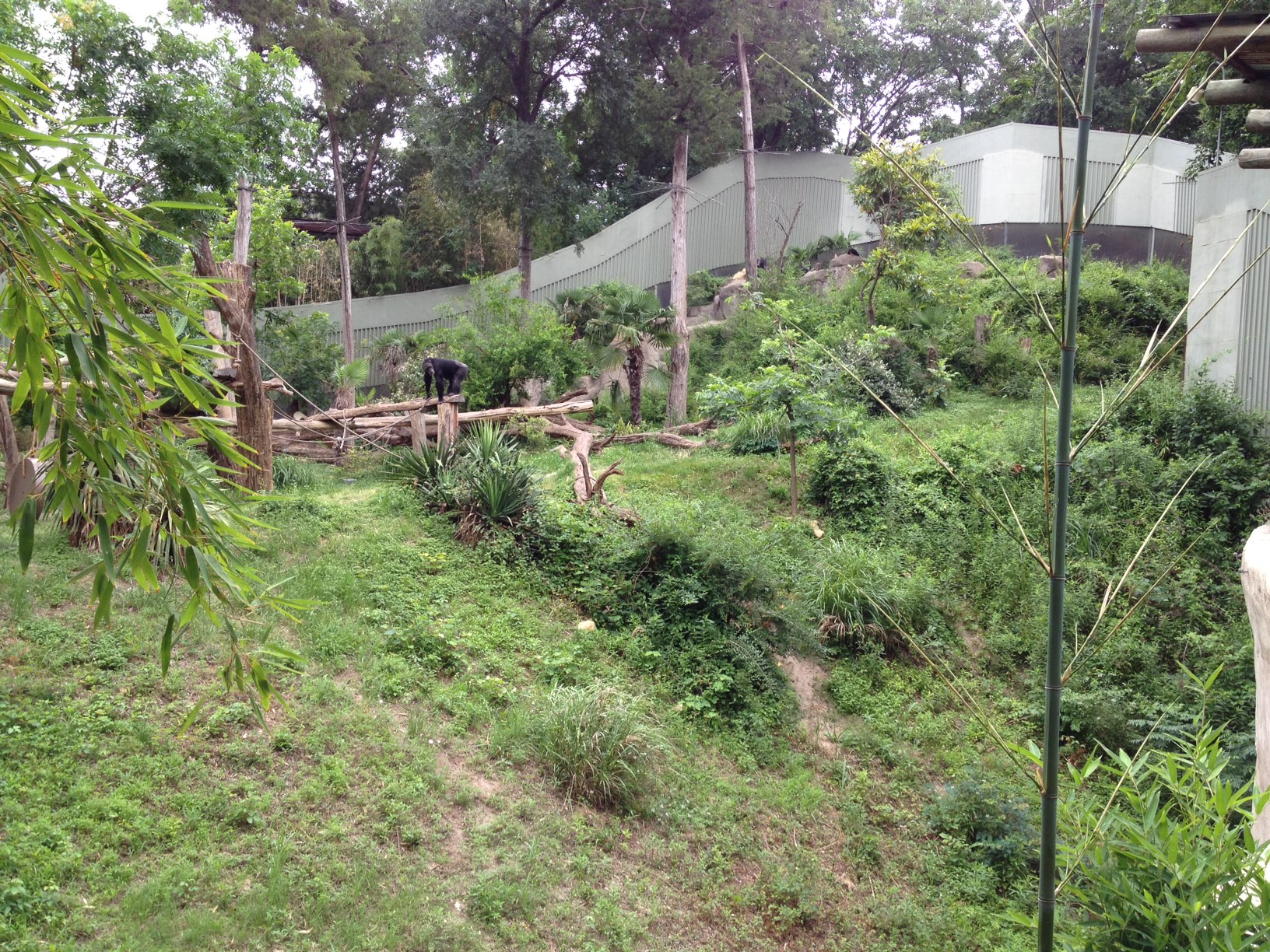
Chimpanzee Forest
1997年、19,000 sq ft (1,800 m2)の「Kimberly-Clark Chimpanzee Forest」が開幕した。野外または床から天井までガラス張りの見学所からチンパンジーを見ることができる。冬温かく、夏涼しい滝、小川、昇降施設、木々、岩がある。また人工のアリ塚があり、チンパンジーは長い棒を使ってピーナッツバターや蜂蜜などを特別なおやつとして食すことができる。園から与えられる食事の他に、40種以上の食用の植物が植えられている。
Gorilla Research Center

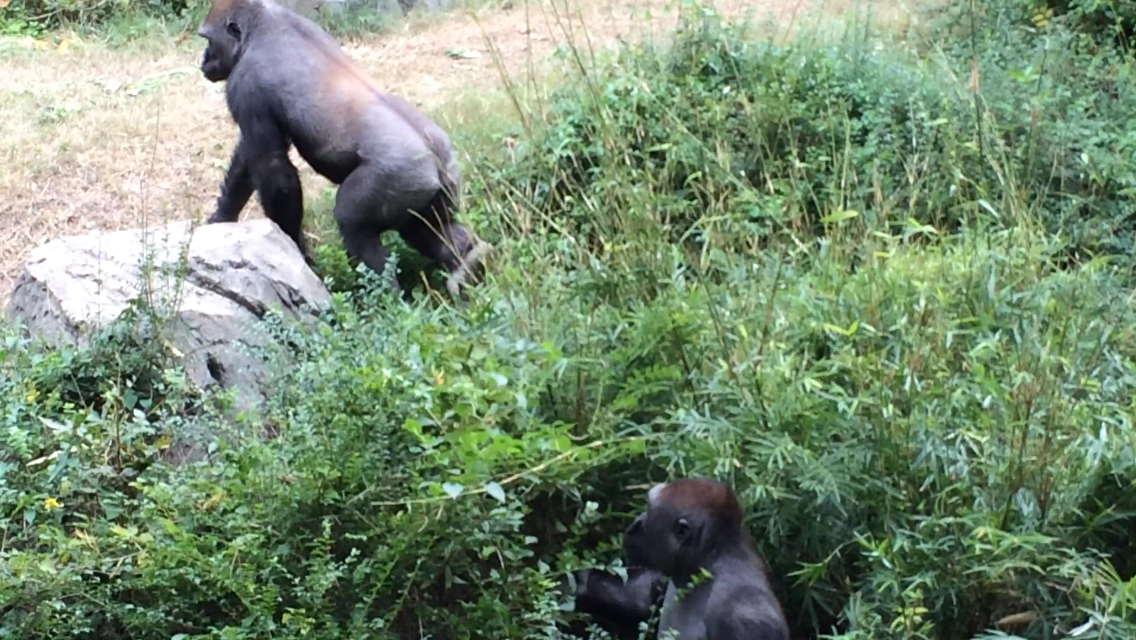
独居のシェイナとゾーラ

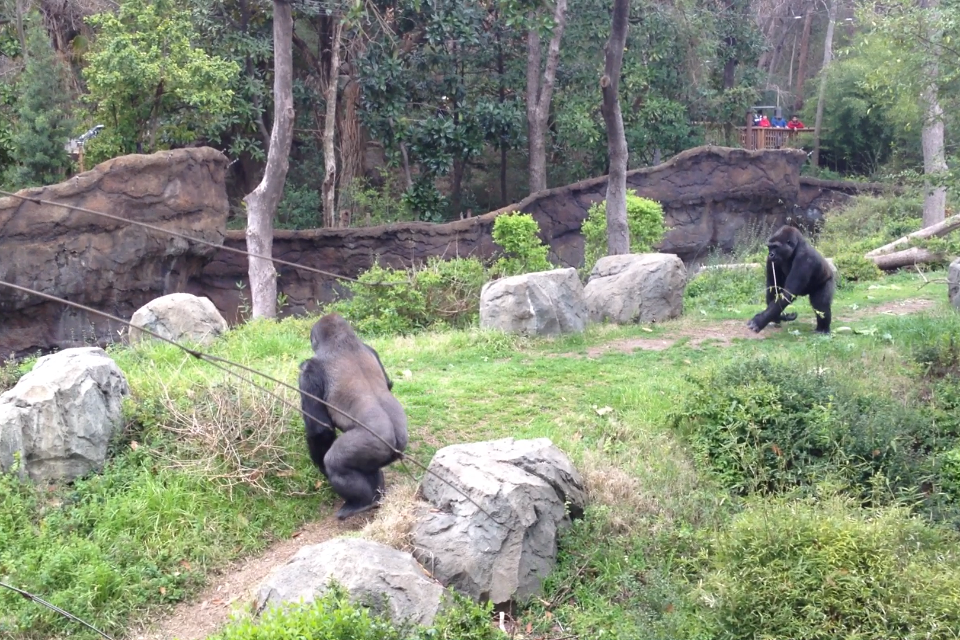
独居のジュバとビウェンジ

1990年に開幕した2-エーカー (0.81 ha)の「Gorilla Research Center」はゴリラの緑豊かな飼育地である。生息地である赤道直下の森を可能な限り再現し、自由に動き回れるように設計されている。壁で仕切られた2つのエリアに分かれており、ゴリラの2つの集団に充分な広さとなっている。2004年に一時閉鎖され、220万ドルをかけて壁を12フィートから15フィートの高さに上げ、案内所を設置するなどの改修が行なわれ、2006年に再開した。案内所は「Gorilla Research Station」として知られる。見晴らしの良い場所や床から天井までのガラス窓から見学でき、ガイドに質問することができる。ニシゴリラの独身グループと家族グループの2つの集団が飼育されている。独身グループにはジュバ、ビウェンジ、シェイナ、ゾーラがいる。2011年にジュバとビウェンジの飼育が始まり、2013年、半分血の繋がったシェイナとゾーラの飼育が始まった。家族グループにはオスのスビラ、マッジ、その娘のシャンタとミーガンがいる。以前オスのパトリックとメスの1頭との繁殖を目指していたが、パトリックが興味を示さなかったため2013年に計画は中止された。
Crocodile Isle
ガラス越しにナイルワニの水泳、日光浴、餌付けを見学することができる。
Forest Aviary
アフリカのみに生息する色鮮やかなエキゾチックな鳥が木々、岩山、穏やかな小川に飼育されている。
Wilds of Africa Adventure Safari
20分間、1マイルをナレーションを聞きながらモノレールに乗って池でカバ、熱帯雨林でオカピ、山でヌビアアイベックス、林でグレビーシマウマ、川でウォーターバック、モモイロペリカン、Goliath heron、ハゴロモヅル、砂漠でシロオリックス、ダマガゼル、半乾燥の砂漠でアダックス、オリックス、ダチョウ、低木地帯でジェレヌク、カンムリヅル、クーズー、トムソンガゼル、アフリカハゲコウを見ることができる。また「Nature Trail」に繋がる「Simmons Hippo Outpost」、「Chimpanzee Forest」、ナイルワニ、「Penguin Cove」を上から見ることができる。1990年にモノレールが開業して20年間で100万人以上が利用したが、老朽化して乗客を乗せたまま何度も停電してツアーが中断することがあった。2014年8月の事故を最後に廃止した。ダラス動物学協会は300万ドルの改修が必要であると裁定した。2016年3月25日、モノレールは新たな音響システム、駅の改修、空調の設置、機械および電気系統の改修、個々の車両の外装を新たにした「Wilds of Africa Adventure Safari」として再開した。停電の際、車両を駅に牽引するためのディーゼル車も装備された。
Giants of the Savanna

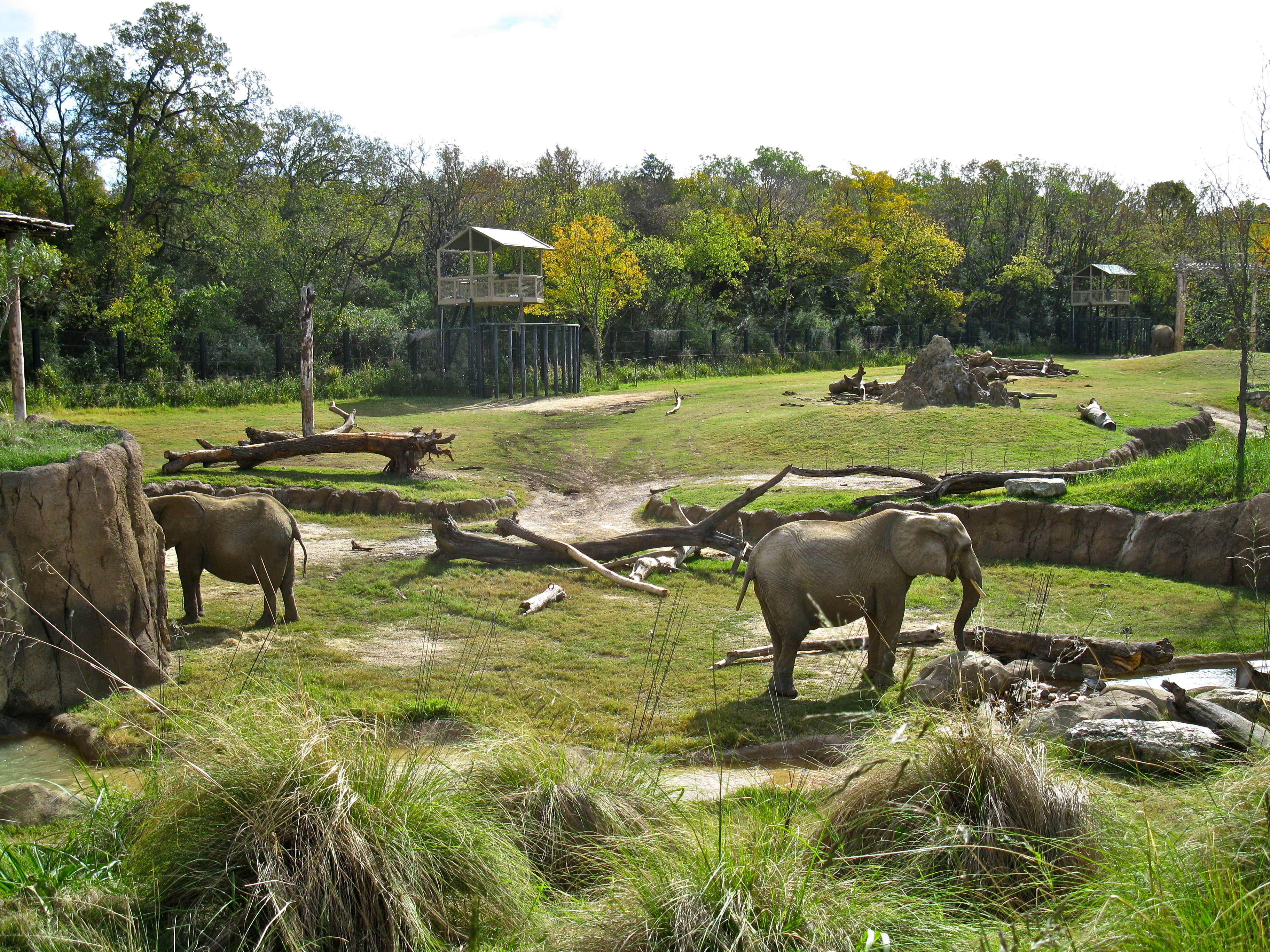
Giants of the Savannaの象

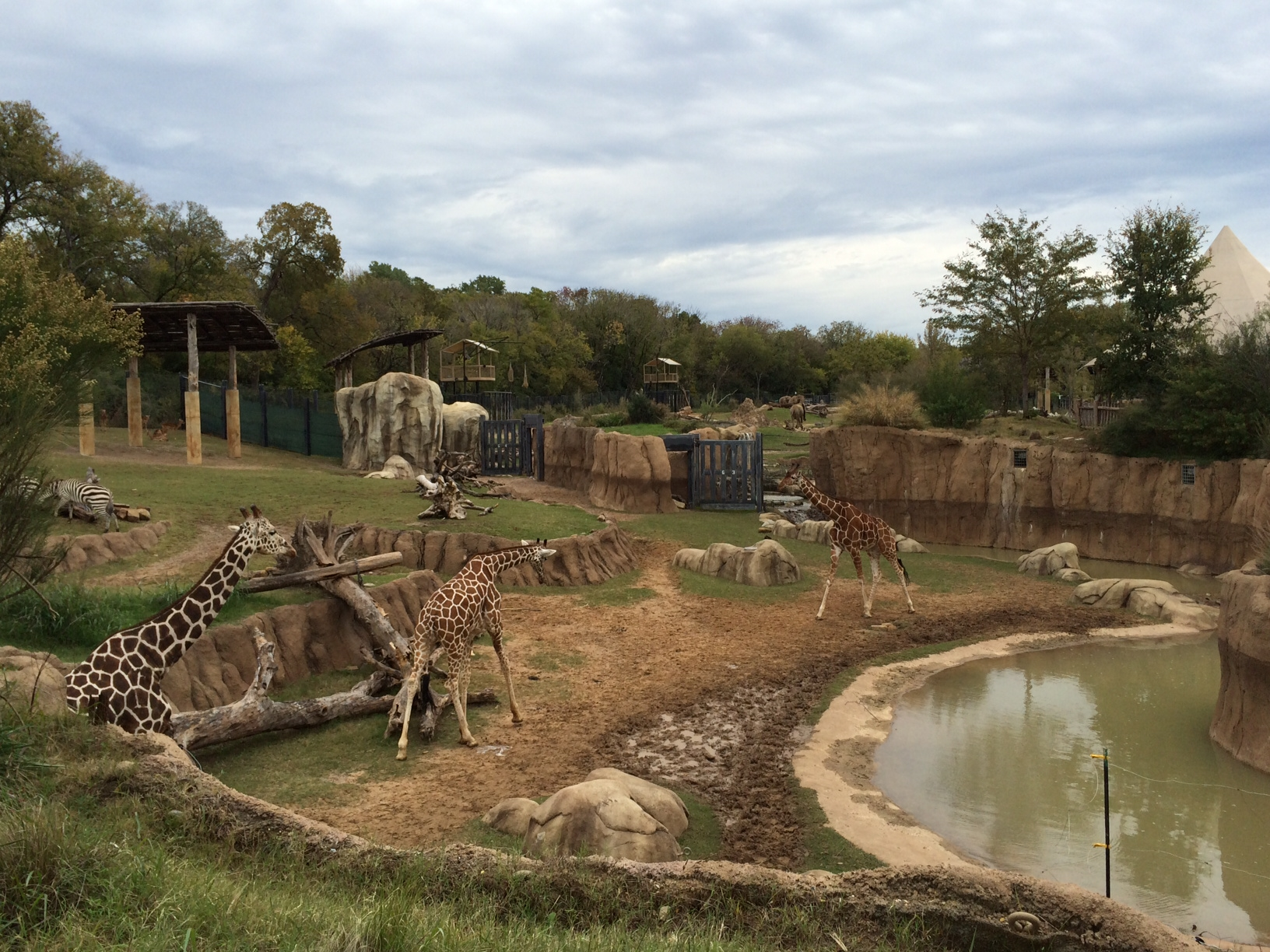
Giants of the Savannaのキリン、シマウマ、レイヨウ、象

2010年5月28日、「Wilds of Africa」の第二段階として「Giants of the Savanna」が開幕した。11-エーカー (4.5 ha)に拡張され、メスのアフリカゾウ4頭、アミメキリン、ライオン、南東アフリカ・チーター、インパラ、グラントシマウマ、ダチョウ、ホロホロチョウ、warthog、アカカワイノシシ、そして新たにリカオンの群れを見ることができる。「Giraffe Feeding Station」ではキリンの群れにレタスの葉やライ麦クラッカーなどを食べさせることができる。敷地のうち約半分の5エーカーではアフリカゾウ8頭、ジェニー、ジプシー、ケンバ、コンゴ、テンダジ、マイロ、ゾーラ、アジャブが飼育されている。象の施設は最先端のパッド敷の場所と7フィートの土敷の場所があり、厚皮動物の土堀の傾向を満たすものである。キリン、シマウマ、ダチョウ、インパラ、ホロホロチョウと象を一緒に飼育する、北米で初の展示となっている。またライオン4頭の群れとチーター3頭の家族を展示しており、その間では「Predator Encounter」で知識を得ることができる。「Serengeti Grill」は床から天井までガラス張りで、ライオンが温度調節された岩に上り座ったり横になったりする様子を間近で見ることができる。2016年3月11日、新たにスイスから干ばつを避けるためにアフリカゾウ5頭が到着した。2年後、うちNolwaziとその娘Amahleはカリフォルニア州フレズノのフレズノ・シャフィ動物園に移送された。

## 受賞歴
2011年10月6日、動物園水族館協会(AZA)から「Giants of the Savanna」について特別賞を受賞した。3,250万ドルかけたこの展示はアフリカのサバンナの景色を再現するための1つの展示物として様々な種類の巨大動物を一緒に飼育する北米初かつ世界有数の展示となっている。

## 保護
園は種の保存および保護活動に大変積極的で、動物園水族館協会(AZA)と共に40種以上の種の保存計画(SSP)に参加している。園が関わる種の保存計画(SSP)のリストを以下に示す。
- アダックス
- ダマガゼル
- アフリカゾウ
- ライオン
- ケープペンギン
- リカオン
- アレンモンキー
- コンドル
- アラビアオリックス
- Aruba Island rattlesnake
- カンムリシロムク
- ベンガルトラ
- クロサイ
- ボンゴ
- チーター
- クリハシオオハシ
- チンパンジー
- ヨウスコウアリゲーター
- ワタボウシタマリン
- スナドリネコ
- Geoffroy's spider monkey
- ジャイアントパンダ
- ゴールデンライオンタマリン
- オオサイチョウ
- グレビーシマウマ
- ヨウム
- カバ
- インドサイ
- ジャガー
- コモドオオトカゲ
- アフリカオオノガン
- Lake Victoria cichlids
- Louisiana pine snake
- マレートラ
- マンドリル
- Mona monkey
- オセロット
- オカピ
- コツメカワウソ
- モモイロバト
- Puerto Rican crested toad
- ホウシャガメ
- サイチョウ
- ワオキツネザル
- エリマキキツネザル
- シロオリックス
- ユキヒョウ
- アミメキリン
- Spectacled langur
- スマトラトラ
- Thick-billed parrot
- オニオオハシ
- ホオカザリヅル
- ニシローランドゴリラ
- クロテナガザル
- シロサイ

園はOkapi Conservation - Epulu Research Station、Zaire、International Rhino Foundation、Chimp Haven、Bushmeat Crisis Task Force、Gray's Monitor Lizard In The Philippines, Taxon Advisory Groups (Tag), Bowling For Rhinos, and the Thailand Hornbill Project - Adopt A Hornbill Nestなど多くの保護活動を支援している。保護活動に加え、園の景観に配慮し、竹やキャベツを栽培するなど持続可能な努力を行なっている。育ち過ぎた分は収穫され、園内の草食動物の餌として使用される。
携帯電話のリサイクル
園はエコ・セルと呼ばれる計画を通して携帯電話の収集およびリサイクルを行なっている。園およびエコ・セル双方の目的はコルタン採掘の削減である。コルタンは携帯電話製造過程で使用される原料で、そのほとんどがコンゴ民主共和国で採掘される。この採掘によりゴリラ、象、オカピなど多くの動物の生息地が失われる。エコ・セルを通してリサイクルされた携帯電話1台につき、園は保護基金に寄付金を受ける。エコ・セルは110以上の動物園と協力しており、動物園水族館協会(AZA)の会員でもある。

## イベント
Safari Nights - 夏季の土曜日8週間、園内でコンサートを行なう。
Running For Rhinos - 野生のサイの保護支援の資金集めのため1kmおよび5kmのマラソンが行なわれる。抽選、マッサージ、授賞、食料供給などが行なわれる。
Halloween Nights at the Dallas Zoo - 10月、ハロウィン直前の4夜に行なわれる。
Zoo To Do - 資金集めのガラコンサート。動物を見学する他、ダラスのトップ・シェフの食事を楽しみ、オークションやダンスに参加することができる。
Dollar Day - 7月および11月の1日ずつ、日頃の支援に感謝して入場料1ドルの日を設けている。園内には飲食物やギフト商品など1ドルの商品が準備される。
Zoo Lights - クリスマスのイベントで100万灯以上のライトの1マイルの道を車で運転することができる。ライトの多くは動物の形になっている。

## 近年
2017年9月、「Simmons Hippo Outpost」開幕に合わせ、以前のカバが亡くなってから15年ぶりにナイルカバのオス1頭とメス2頭が飼育されることとなった。2016年2月、3.5エーカーの土地に1,350万ドルをかけ着工された。全体を見渡せるデッキ、水中の様子を見ることができるエリアの他、「Wilds of Africa」のモノレールからも見えるようになっている。
「ZooNorth」に隣接して70,400 sq ft (6,540 m2)の「The Dallas Zoo Conservation Education & Science Center」が計画されている。世界の生態系システムの保護を学ぶ研究所として、LEED認証シルバーレベルとなる予定である。研究、教育、解釈の施設となる他、園の新たな入口としても機能する。この計画は設計段階であり、資金集めのため保留されている。

## 交通手段
一番近いDARTの駅はレッドラインのダラス動物園駅である。バス路線は19番、515番、522番である。
3月から12月の毎週月曜と火曜、園は券売所でその日のDART乗車券を見せることで入場料を2ドル引きにしている。

## 主な出来事
1998年11月28日、女性従業員がハーキュレスという名のゴリラのオスのおりを清掃中、不注意で入口が開いたままになっており、ハーキュレスは女性従業員を攻撃して33回噛みついた。ハーキュレスは麻酔銃で撃たれ、おりに戻された。女性従業員は3週間入院し、理学療法を1年間受け続けた。
1999年、当時最年長であったゴリラのジェニーは無施錠のドアから従業員エリアに入り込んだ。従業員たちは驚き、うち1人が居住地に戻るよう強く語り掛けるとジェニーは速やかに戻っていった。従業員は施錠して無事であった。
2000年、ジュディという名のチンパンジーが屋外居住地に出た初日に囲いを登り、電気柵を無視して逃走した。その後ジュディは電線に登り感電死した。
2004年3月18日、ジャバリという名のゴリラが壁を越えて来園者4人を怪我させた。「Wilds of Africa」中を従業員に追いかけられ、SWATに銃撃された。この出来事以降、複数の動物園が動物の逃走に対応できる緊急対策チームの設置および強化を行なった。ジェイク・L・ハモン・ゴリラ研究センターは居住地を見直し、壁を高くし、床から天井までガラス張りで、動画を流し、ガイドに質問でき豆知識を得ることができる空調の効いた案内所など見学エリアを拡大した。この展示にはゴリラの2つの群れがいる。
2010年2月13日、従業員が中にゴリラが2頭いることに気付かず鍵を開けたままにし、トゥファニという名のメスのゴリラが逃走した。従業員はトゥファニが従業員エリアの廊下を歩いているのを目撃し、厳戒警報を発動した。従業員は他の従業員と共に従業員エリアの別の場所に隠れた。別の従業員もゴリラ居住地に集まり、トゥファニを発見して鎮静させて居住地に戻した。園は雪により閉鎖されていたため来園者はいなかったが、これによりアメリカ合衆国農務省の調査を受けることとなった。
2013年11月17日、ディナリまたはカメイアの兄弟ライオンのオスのどちらかがメス3頭のうち1頭のジョハリを殺害した。目撃者は2頭のオスは単にジョハリとじゃれているように見えたと語った。オスの1頭がジョハリの首に噛みつき、ジョハリの息ができなくなったものとされる。目撃者はジョハリが全く動かなくなるまで死んでいることに気付かなかったと語った。複数の従業員が兄弟ライオンの気をそらせようと肉を投げ込んだ。その後、園の関係者はジョハリに他に傷はなく、首を噛まれたことにより即死したと発表した。攻撃の理由は判明していない。
2015年7月28日、Kipenziという名の子供のキリンが居住地の端に追突し首を骨折して死亡した。Kipenziは誕生時にアニマルプラネットで生中継され有名であった。
2019年7月4日、園に来たばかりの8歳のメスのリカオンのオーラが死亡しているのが発見された。同じ群れのムジンゴとジェイタがオーラを攻撃して致命傷を与え死亡した。数週間前にコロンバス動物園から来たばかりで、群れの仲間たちと仲良くやっているようであった。園はツイッターにおいて、自然の行動であり誰も悪くないと語った。
2020年3月27日、園はソーシャルメディアでゴリラのオスのサビラが心臓麻痺で死亡したことを発表した。サビラは咳をしていたため経過観察されていたが、園の関係者はただの風邪だと思っていた。検死官はサビラが心血管疾患を患っていたことを明らかにした。園はオスのゴリラの死因の主な要因である心臓疾患の予防の研究に力を入れていた。またサビラは健康で、検査の結果、心臓の状態以外に何も問題はなかったと発表された。当時世界中で猛威を振るい、動物にも影響し始めたコロナウィルスには感染していなかった。約4ヶ月前の2019年11月にもゴリラのホープが死亡していた。サビラにはサンビリとムバニの2頭の子がおり、家族の群れで唯一の大人のオスであった。
2021年10月、キリンの群れの中で複数頭が死亡した。10月2日、従業員は19歳のキリンのオージーが死亡しているのを発見し、のちに死因が肝炎であったことが明かされた。10月3日、3ヶ月のキリンの子供が安楽死となった。10月29日、14歳のジェシーが肝酵素の異常で死亡しているのが発見された。2ヶ月に亘る調査の後、園は3頭の死因に関連性がなかったと完結した。

### 2023年初頭、安全への侵害
2023年1月13日、従業員たちは4歳のメスのウンピョウのノヴァが居住地にいないことに気付いた。従業員らがノヴァを探すため園は閉鎖された。午後遅くに敷地内で発見され、居住地に安全に戻された。園長のグレッグ・ハドソンは居住地に疑わしい隙間が見つかったとして、ダラス市警が調査を開始し「意図的に開けられたもの」と発表した。翌日、従業員がダスキールトンの展示で類似した意図的に開けられた隙間を発見したが、4頭は無事で居住地から出た様子はなかった。翌週、絶滅危惧種のミミヒダハゲワシのピンが異常な傷を負い死亡しているのが発見され、検死の結果死因に疑いがあることが発表された。園は安全対策を強化し、逮捕および起訴に繋がる情報には1万ドルの報奨金を申し出て、合衆国魚類野生生物局が調査に協力していることを発表した。
1月30日、園はエンペラータマリン2頭が行方不明で、居住地に意図的に侵入された痕跡があることから2頭が盗まれた可能性があると発表した。同日、警察は行方不明の2頭について知っているであろう男の映った監視カメラの映像を公開し、男の特定に協力を求めた。翌日、警察はランカスターの空き家で2頭を発見し、園に無事に戻された。隣接する教会が以前この空き家を地域行事に使用していたとして、牧師が警察を案内したのである。この頃、何者かが侵入して居住した形跡があり、犬、猫、鶏、鳩が室内で発見されていた。教会のメンバーは監視カメラの男が礼拝に出席して行動が不審であったことを覚えており、空き家の周りをうろつき不法占拠の疑いがあったが実際に室内にいる確証がなかった。
2月3日、ダラス世界水族館の従業員が男が館内にいるのを確認し、ダラス市警が男が水族館を出たところを逮捕した。24歳の男が侵入窃盗および動物虐待の罪に問われている。宣誓供述書によると、2頭が行方不明となる直前に容疑者は水族館を訪れ、館の職員にエンペラータマリンなどのエキゾチックアニマルの飼育や輸送に関する曖昧な質問をしたとされる。また1月上旬に水族館で行なわれたカワウソの展示の従業員エリアで盗まれた複数の品々がランカスターの空き家で発見された。容疑者は来園者である以外は園との関係はないとされる。ダラス市警の報道官によると、男は園での複数の犯罪について自供したが、詳細はわかっていない。ミミヒダハゲワシの死因についてはまた調査中である。